# Лакомцево
Лакомцево — деревня в Тямшанской волости Псковского района Псковской области России.
Находится в пригородной зоне областного центра города Пскова.

## География
Расположена на северо-западе области, в лесной зоне, возле европейской автомагистрали Е77 (Рижское шоссе), в 17 км к юго-западу от центра города Пскова и в 6 км к западу от деревни Тямша.

### Климат
Климат в деревне, как и во всём Псковском районе, умеренно-континентальный с признаками морского: весна долгая и прохладная, лето умеренно теплое, осень теплая и продолжительная, зима снежная и холодная, с большой амплитудой колебаний среднемесячных температур.

## Население
| 2001 | 2002 | 2010 |
| ---- | ---- | ---- |
| 15   | →15  | ↘7   |

Согласно результатам переписи 2002 года, в национальной структуре населения русские составляли 100 % из 15 человек.

## Инфраструктура
Личное подсобное хозяйство с зоной сельскохозяйственного использования, индивидуальная застройка усадебного типа.

## Транспорт
Деревня доступна автотранспортом. Ближайшие остановки общественного транспорта «Станки» в соседней деревне Станки и «Красная репка» на автомагистрали Е77 в пешей доступности.